# Friedrich Stromeyer
Friedrich Stromeyer (2 de agosto de 1776 - 18 de agosto de 1835) fue un químico alemán. Stromeyer recibió su licenciatura de la Universidad de Gottingen en 1800. Formó parte del claustro de la universidad y también fue inspector de boticarios.
Recibió su doctorado MD en 1800 en la Universidad de Gotinga bajo Johann Friedrich Gmelin y Louis Nicolas Vauquelin.
Descubrió el elemento cadmio en 1817, mientras estudiaba compuestos de zinc. El cadmio se presentaba como una impureza en los compuestos de zinc, si bien representados en cantidades muy pequeñas.
Fue el primero en recomendar almidón como un reactivo de yodo libre y estudió la química de las sales de arsénico y bismuto.